# Ugrosaurus
 Ugrosaurus  ist eine nur durch spärliche Fossilfunde bekannte Gattung von Vogelbeckensauriern (Ornithopoda) aus der Gruppe der Ceratopsia.
Von Ugrosaurus sind bislang nur Teile des Zwischenkieferbeins, des Nasenbeins und weitere Fragmente bekannt. Diese Fundstücke lassen eine Zugehörigkeit zu den Ceratopsidae erahnen, genauere Aussagen sind aber nicht möglich. Ugrosaurus gilt daher als nomen dubium.
Die fossilen Überreste dieses Dinosauriers wurden in der Hell-Creek-Formation im US-Bundesstaat Montana entdeckt und 1987 erstbeschrieben. Der Gattungsname leitet sich vom skandinavischen ugro (=„hässlich“) ab und spielt auf die unebene Struktur der Knochen an, die zu einem alten und möglicherweise kranken Exemplar gehören. Typusart und einzig bekannte Art ist U. olsoni.
Ugrosaurus wird in die Oberkreide (spätes Maastrichtium) auf ein Alter von 68 bis 66 Millionen Jahre datiert. Er ist damit gleich alt wie Triceratops, möglicherweise handelt es sich sogar um die gleiche Gattung.